# Harelbeke-Anversa-Harelbeke 1966
L'Harelbeke-Anversa-Harelbeke 1966, nona edizione della corsa, si svolse il 26 marzo su un percorso di 216 km, con partenza ed arrivo a Harelbeke. Fu vinta dal belga Rik Van Looy della squadra Solo-Superia davanti ai connazionali Willy Bocklant e Jos Spruyt.

## Ordine d'arrivo (Top 10)
| Pos. | Corridore           | Squadra               | Tempo    |
| ---- | ------------------- | --------------------- | -------- |
| 1    | Rik Van Looy        | Solo-Superia          | 5h59'00" |
| 2    | Willy Bocklant      | Mann-Grundig          | s.t.     |
| 3    | Jos Spruyt          | Mercier-BP-Hutchinson | s.t.     |
| 4    | Roger Swerts        | Mercier-BP-Hutchinson | s.t.     |
| 5    | Robert De Middeleir | Flandria              | s.t.     |
| 6    | André Planckaert    | Flandria              | s.t.     |
| 7    | Alfons Hermans      | Libertas              | s.t.     |
| 8    | Willy Hoogewijs     | Terrot-Leroux         | s.t.     |
| 9    | Noël De Pauw        | Solo-Superia          | s.t.     |
| 10   | Armand Desmet       | Solo-Superia          | a 35"    |